# Night Angel
Night Angel is een Amerikaanse horrorfilm uit 1990, geregisseerd door Dominique Othenin-Girard.

## Verhaal
De film volgt het verhaal van Lilith, een demonische vrouw die in staat is om mannen te verleiden, ze te doden en hun zielen te consumeren. De film begint wanneer Lilith (Isa Andersen) haar verleidelijke krachten gebruikt om mannen in haar macht te krijgen. Ze gaat een reeks seksuele relaties aan met verschillende mannen, maar haar ware intentie is altijd om hun levens te beëindigen en hun zielen te verslinden, wat haar in staat stelt haar demonische natuur te versterken.
Wanneer een van haar slachtoffers, Craig (Linden Ashby), haar verleidelijke macht ontvlucht, komt hij achter haar ware identiteit. Terwijl Craig probeert te ontsnappen aan Liliths sinistere invloed, begint hij een gevaarlijk spel van overleven, waarbij hij niet alleen zijn eigen leven, maar ook de levens van zijn vrienden en geliefden moet beschermen. De demon, Lilith, gebruikt haar bovennatuurlijke krachten om hem en zijn vrienden te achtervolgen, wat leidt tot een duivels kat-en-muisspel waarin Craig alles op alles zet om haar te stoppen.
Liliths kracht komt voort uit het vangen van zielen, en het gebruik van haar verleidingskunsten en demonische krachten maakt haar een dodelijke tegenstander. Naarmate de film vordert, wordt duidelijk dat Lilith een veel grotere dreiging vormt dan Craig oorspronkelijk begreep, wat resulteert in een bloedige confrontatie tussen de twee, waarbij de ware aard van Lilith als demon aan het licht komt. Craig en de andere betrokkenen worden geconfronteerd met morele dilemma's, waarbij ze moeten beslissen of ze proberen Lilith te verslaan of zich eraan overgeven.
De film combineert elementen van erotische horror en thriller-genres, waarbij de grens tussen verlangen en gevaar vaak vervaagt. Deze thema’s worden versterkt door de aanwezigheid van bovennatuurlijke krachten, die de film naar een grimmige climax leiden.

### Thema's
- Erotische horror: De film maakt gebruik van seksuele verleiding gecombineerd met horror-elementen. Het genre erotische horror is vaak te vinden in films die een mix van seksuele spanning en het bovennatuurlijke of angstaanjagende thema’s presenteren, zoals te zien is in films als The Hunger (1983) en Crimes of Passion (1984).
- Demonen in film: Het karakter Lilith is gebaseerd op de demonische figuur uit de mythologie, die vaak wordt afgebeeld als een verleidster of gevaarlijke entiteit. Het gebruik van demonische wezens in film wordt vaak geassocieerd met horror en bovennatuurlijke thrillers, zoals te zien is in films als The Exorcist (1973) en Rosemary's Baby (1968).

## Rolverdeling
| Acteur       | Personage |
| ------------ | --------- |
| Isa Andersen | Lilith    |
| Linden Ashby | Craig     |
| Debra Feuer  | Kirstie   |
| Helen Martin | Sadie     |
| Karen Black  | Rita      |
| Doug Jones   | Ken       |
| Gary Hudson  | Rod       |

## Productie

### Speciale effecten
De speciale effecten voor Night Angel werden deels ontworpen door Steve Johnson, waaronder een borstprothese waarin Lilith haar hand kan steken en een doorzichtige arm met zichtbare aders. Johnson verliet de productie later om aan de film The Abyss (1989) te werken. De overige effecten werden verzorgd door Robert Kurtzman, Greg Nicotero en Howard Berger van KNB EFX Group.

## Ontvangst
De film kreeg gemengde reacties. Gary Thompson van Philadelphia Daily News noemde het een "goedkope horrorfilm" en schreef dat de enige angstaanjagende aspecten van de film de herkenbaarheid van dergelijk gedrag op de werkvloer waren. In The Psychotronic Video Guide to Film beschreef Michael J. Weldon de film als "een van de beste recente erotische horrorfilms, ondanks enkele pijnlijke dommigheden."

## Thuisuitgave
In 2017 werd Night Angel uitgebracht op Blu-ray.